# Eleições estaduais na Bahia em 2010
As eleições estaduais na Bahia em 2010 aconteceram juntamente com as eleições federais no Brasil, em 3 de outubro. Desde 1994, como resultado de uma emenda constitucional que reduziu o mandato presidencial para quatro anos, todas as eleições federais e estaduais no Brasil coincidiram. As eleições estaduais decidem governadores e os deputados estaduais para as Assembleia Legislativa. Também os membros do Congresso Nacional são eleitos por estado.
Ao governo da Bahia foram 7 candidatos, com Jaques Wagner reeleito. O candidato Carlos Nascimento (PSTU) com o nome de Prof. Carlos na urna eletrônica teve sua candidatura cassada. Foram três candidatos lançados por coligações e os outros quatro de forma independente, isolada.
O Partido dos Trabalhadores lançou o governador Jaques Wagner. O PPS decidiu apoiar Geddel Vieira Lima.O DEM lançou a candidatura de Paulo Souto. O PCdoB decidiu apoio a Jaques Wagner. O Partido Progressista lançou apoio a Jaques Wagner. O PTB lançou apoio a Geddel Vieira. O PSB e o PCdoB decidiram apoiar a candidatura de Jaques Wagner. O Partido da República confirmou apoio a Geddel. PSC e PTdoB fecharam aliança com Geddel. O PCB lançou a candidatura de Sandro Santa Bárbara. Sem aliança, o PSOL lançou candidatura de Marcos Mendes. O PRTB registrou apoio a Geddel Vieira.As coligações foram: A Bahia tem pressa, Pra Bahia seguir em Frente e A Bahia merece mais.

## Resultado da eleição para governador
| Candidatos a governador do estado | Candidatos a vice-governador | Número | Coligação                                                                           | Votação   | Percentual |
| --------------------------------- | ---------------------------- | ------ | ----------------------------------------------------------------------------------- | --------- | ---------- |
| Jaques Wagner PT                  | Otto Alencar PP              | 13     | Pra Bahia Seguir em Frente (PT, PP, PSB, PDT, PCdoB, PRB, PHS, PSL)                 | 4.101.270 | 63,38%     |
| Paulo Souto DEM                   | Nilo Moraes Coelho PSDB      | 25     | A Bahia Merece Mais (DEM, PSDB)                                                     | 1.033.600 | 16,09%     |
| Geddel Vieira Lima PMDB           | Edmundo Pereira PMDB         | 15     | A Bahia tem Pressa (PMDB, PR, PTB, PPS, PSC, PMN, PRP, PRTB, PSDC, PTC, PTN, PTdoB) | 1.000.038 | 15,56%     |
| Luiz Bassuma PV                   | Lília Amorim PV              | 43     | —                                                                                   | 253.523   | 3,95%      |
| Marcos Mendes PSOL                | Everaldo Silva Oliveira PSOL | 50     | —                                                                                   | 31.705    | 0,49%      |
| Sandro Santa Bárbara PCB          | Daniel Francisco Neto PCB    | 21     | —                                                                                   | 4.969     | 0,08%      |

## Resultado da eleição para senador
| Candidatos a senador da República | Candidatos a suplente de senador                            | Número | Coligação                                                                           | Votação   | Percentual |
| --------------------------------- | ----------------------------------------------------------- | ------ | ----------------------------------------------------------------------------------- | --------- | ---------- |
| Walter Pinheiro PT                | Roberto Muniz PP Silvia Cerqueira PRB                       | 130    | Pra Bahia Seguir em Frente (PT, PP, PSB, PDT, PCdoB, PRB, PHS, PSL)                 | 3.630.944 | 31,00%     |
| Lídice da Mata PSB                | Nestor Duarte Neto PDT Juçara Feitosa de Oliveira PT        | 400    | Pra Bahia Seguir em Frente (PT, PP, PSB, PDT, PCdoB, PRB, PHS, PSL)                 | 3.385.300 | 28,90%     |
| César Borges PR                   | Tércia Borges PR Ailton Sepúlveda PR                        | 222    | A Bahia tem Pressa (PMDB, PR, PTB, PPS, PSC, PMN, PRP, PRTB, PSDC, PTC, PTN, PTdoB) | 1.583.423 | 13,52%     |
| José Ronaldo DEM                  | Ana Olímpia Medrado DEM Roselidiana Farias DEM              | 251    | A Bahia Merece Mais (DEM, PSDB)                                                     | 1.092.850 | 9,33%      |
| José Carlos Aleluia DEM           | Antônio Carlos Magalhães Júnior DEM Carmem Lúcia Maciel DEM | 255    | A Bahia Merece Mais (DEM, PSDB)                                                     | 951.199   | 8,12%      |
| Edvaldo Brito PTB                 | Osvaldo Gama Santos PTB Edvaldo Brito Filho PTB             | 147    | A Bahia tem Pressa (PMDB, PR, PTB, PPS, PSC, PMN, PRP, PRTB, PSDC, PTC, PTN, PTdoB) | 810.261   | 6,92%      |
| Edson Duarte PV                   | Roque Aras PV Hélio Gerbasi Sampaio PV                      | 434    | —                                                                                   | 212.551   | 1,81%      |
| Luis Carlos França PSOL           | Cícero Ribeiro de Araújo PSOL Edeseo Martins Brasil PSOL    | 500    | —                                                                                   | 18.185    | 0,16%      |
| Zilmar Averita da Silva PSOL      | Nelson Araújo Filho PSOL Miralva Alves Nascimento PSOL      | 505    | —                                                                                   | 15.385    | 0,13%      |
| Albione Souza Silva PSTU          | Alcione Souza Silva PSTU Moema Fiúza do Nascimento PSTU     | 160    | —                                                                                   | 14.088    | 0,12%      |

## Eleição para governador
|  | Nº | Candidato(a) a governador(a) | Candidato(a) a governador(a)                         | Candidato(a) a vice-governador(a) | Candidato(a) a vice-governador(a)                  | Coligação                                                                    | Duração da propaganda eleitoral |
|  | -- | ---------------------------- | ---------------------------------------------------- | --------------------------------- | -------------------------------------------------- | ---------------------------------------------------------------------------- | ------------------------------- |
|  | 13 |                              | Jaques Wagner (PT)                                   |                                   | Otto Alencar (PP) Otto Roberto Mendonça de Alencar | "Pra Bahia seguir em frente" - Partido Socialista Brasileiro (PSB)           | 5min19s                         |
|  | 15 |                              | Geddel Vieira Lima (PMDB) Geddel Quadros Vieira Lima |                                   | Edmundo Pereira (PMDB) Edmundo Pereira Santos      | "A Bahia tem Pressa" - Partido Trabalhista Nacional (PTN)                    | 4min58s                         |
|  | 16 |                              | Prof. Carlos (PSTU) Carlos José Bispo Nascimento     |                                   | Danilo Romero (PSTU) Danilo Romero                 | Partido não coligado - Partido Socialista dos Trabalhadores Unificado (PSTU) | 0min11s                         |
|  | 21 |                              | Sandro Santa Bárbara (PCB) Sandro Santa Bárbara      |                                   | Daniel Neto (PCB) Daniel Neto                      | Partido não coligado - Partido Comunista Brasileiro (PCB)                    | 0min46s                         |
|  | 25 |                              | Paulo Souto (DEM) Paulo Ganem Souto                  |                                   | Nilo Coelho (PSDB) Nilo de Sousa Coelho            | "A Bahia Merece Mais" - Partido da Social Democracia Brasileira (PSDB)       | 3min56s                         |
|  | 43 |                              | Bassuma (PV) Luiz Carlos Bassuma                     |                                   | Lilia Amorim (PV) Lilia Amorim                     | Partido não coligado - Partido Verde (PV)                                    | 1min10s                         |
|  | 50 |                              | Marcos Mendes (PSOL) Marcos Antonio Guimarães Mendes |                                   | Everaldo Oliveira (PSOL) Everaldo Oliveira         | Partido não coligado - Partido Socialismo e Liberdade (PSOL)                 | 1min11s                         |

### Pesquisas de opinião

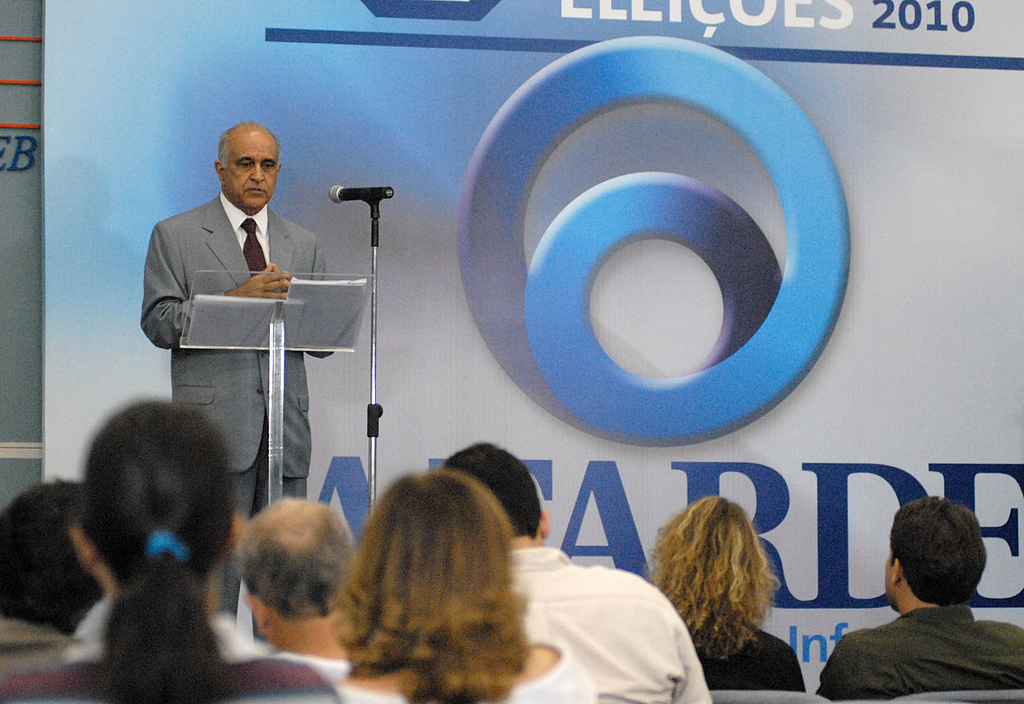
Paulo Souto em sabatina promovida pelo jornal A Tarde.

| 23 de março de 2009    | Datafolha | 7%  | 36% | 19% |
| 22 de dezembro de 2009 | Datafolha | 11% | 39% | 24% |
| 26 de julho de 2010    | Datafolha | 13% | 44% | 23% |
| 13 de agosto de 2010   | EBAND     | 10% | 45% | 23% |